# Chrey (gmina)
Chrey – gmina (khum) w zachodniej Kambodży, w prowincji Bătdâmbâng, w dystrykcie Thma Koul. Stanowi jedną z 10 gmin dystryktu.

## Miejscowości
Na obszarze gminy położonych jest 10 miejscowości:
- Anlong Run
- Chrey
- Chrey Thmei
- Hai San
- Ka Kou
- Kbal Khmaoch
- Kruos
- Popeal Khae
- Prey Totueng
- Svay Chrum